# 엘루시미크로비움균
엘루시미크로비움균(Elusimicrobium minutum)은 초미세세균의 일종이다. 이전에 TG1(Termite Gut 1)으로 알려진 후보 생물 문(門) 중에서 처음 배양되어 인정된 세균 종이며, 엘루시미크로비움문(Elusimicrobia)으로 명명되었다. 막스플랑크미생물학연구소의 안드레아스 브루네(Andreas Brune) 실험실이 풍뎅이로부터 분리한 세균이다. 세포는 막대처럼 생겼지만, 배양균은 모든 배양 단계(길이는 0.3 ~ 2.5 μm, 너비는 0.17 ~ 0.3 μm)에서 다양한 형태를 띤다.